# Bagatur
Bagatur (albo Batur, Baatur, Bahador) – turecko-mongolski tytuł honorowy, oznaczający "bohatera", "walecznego wojownika".
Za historykami chińskiej dynastii Sui można przyjąć, że tytuł ten był używany przez ludy stepowe żyjące na północ i zachód od Chin co najmniej od VII wieku. W kaganacie starotureckim przyjmował on formę batur, Protobułgarzy w IX wieku używali formy bagatur. Czyngis-chan (w którego czasach występował on w formach bagatur i baatur) nadał go jako oficjalny tytuł honorowy około tysiącu osób ze swojej armii, które chciał szczególnie wyróżnić za odwagę lub wierną służbę. W analogiczny sposób nadawali go władcy państw powstałych po rozpadzie imperium mongolskiego, w tym także Wielcy Mogołowie. Od czasów ilchana Abu Sa’ida (1317–1335) tytułu bahadur używano także jako części tytulatury władcy - postępowali tak Dżalajirydzi, Timurydzi, Kara Kojunlu, Ak Kojunlu, Wielcy Mogołowie, a w szczególności władcy państw uzbeckich. Od tego tytułu wywodzi się polski termin bohater.
Wielcy Mogołowie używali ziranizowanej formy Bahador.  Nadawano go raczej najważniejszym i najbliżej związanym z dynastią ludziom w państwie. Tytuł ten był używany w Indiach jeszcze za czasów brytyjskich i początków niepodległych Indii. W znaczeniu dzielny wchodził w skład pełnych form imion własnych niektórych maharadżów. Przysługiwał on przykładowo dr Karan Singhowi - maharadży Dżammu i Kaszmiru, ministrowi lotnictwa i cywilnego i turystyki z ramienia partii kongresowej w rządzie Indiry Gandhi.